# Munidopsis serricornis
Munidopsis serricornis är en kräftdjursart som först beskrevs av Loven 1852.  Munidopsis serricornis ingår i släktet Munidopsis och familjen trollhumrar. Enligt den svenska rödlistan är arten starkt hotad i Sverige. Arten förekommer i Götaland. Artens livsmiljö är havet. Inga underarter finns listade i Catalogue of Life.